# Frauenopfer (film 1922)
Frauenopfer  è un film muto del 1922 diretto da Karl Grune.

## Trama
Maria, figlia dell'amministratore di un conte, viene concupita da quest'ultimo ma lei è innamorata di Walter, un pittore. I due giovani si sposano e hanno un bambino. Walter, però, non ha grande fortuna come pittore e, ben presto, si trova in grossi guai finanziari. Il conte, segretamente, compera attraverso un intermediario i quadri dell'artista e poi ricatta Maria, chiedendole di diventare la sua amante per salvare il marito. Lei, pur se fedele, è disposta a tutto per il marito e il figlio e accetta un incontro con il conte. Ma poi, prende un pugnale e sceglie di uccidersi.

## Produzione
Il film fu prodotto dalla Gloria-Film GmbH e dalla Henny Porten Filmproduktion.

## Distribuzione
Distribuito dall'Universum Film (UFA), uscì nelle sale cinematografiche tedesche dopo la prima tenuta alla Mozartsaal di Berlino il 15 febbraio 1922.